# آنا هيل جونستون
آنا هيل جونستون (بالإنجليزية: Anna Hill Johnstone)‏ هي مصممة أزياء تقليدية أمريكية، ولدت في 7 أبريل 1913 في غرينفيل في الولايات المتحدة، وتوفيت في 16 أكتوبر 1992 في لينوكس في الولايات المتحدة.

## وصلات خارجية
- آنا هيل جونستون على موقع IMDb (الإنجليزية)
- آنا هيل جونستون على موقع تيرنر كلاسيك موفيز (الإنجليزية)
- آنا هيل جونستون على موقع قاعدة بيانات برودواي على الإنترنت (الإنجليزية)
- آنا هيل جونستون على موقع قاعدة بيانات الفيلم (الإنجليزية)